# Luật học
Luật học là một thuật ngữ để chỉ chung các ngành khoa học nghiên cứu về pháp luật. Một thuật ngữ có nghĩa tương đương với thuật ngữ này là khoa học pháp lý.
Tuy nhiên, Luật học được hiểu rộng hơn so với Khoa học pháp lý, bao gồm cả các hoạt động học tập trong nhà trường hay các cơ sở đào tạo, nghiên cứu về pháp luật.
Ở cấp độ khái quát chung nhất, Luật học bao gồm tất cả các hoạt động nghiên cứu, học tập về pháp luật trong mọi chuyên ngành: luật kinh tế, luật dân sự, luật hình sự, luật lao động, luật so sánh...v...v..